# Eurytoma abrotani
Eurytoma abrotani is een vliesvleugelig insect uit de familie Eurytomidae. De wetenschappelijke naam is voor het eerst geldig gepubliceerd in 1801 door Panzer.